# Araneus zuluanus
Araneus zuluanus là một loài nhện trong họ Araneidae.
Loài này thuộc chi Araneus. Araneus zuluanus được Embrik Strand miêu tả năm 1907.